# Campeonato Carioca de Remo de 1898
O Campeonato de Remo do Rio de Janeiro de 1898 foi a primeira competição desse esporte no Brasil, organizada pela União de Regatas Fluminense. Foi disputado em 5 de junho de 1898, na Enseada de Botafogo.
Dos 9 páreos disputados, o mais importante foi o quinto, entre baleeiras a 4 remos em 1600 metros. A vitória da Alpha deu o título de campeão ao Grupo de Regatas Gragoatá. Em segundo chegou o Club de Regatas Icarahy.

## Páreos
| Páreo                         | Distância | Tipo de barco        | Vencedor          | 2º colocado                |
| ----------------------------- | --------- | -------------------- | ----------------- | -------------------------- |
| 1º CR Botafogo                | 800 m     | Canoas a 4 remos     | Izara (Gragoatá)  | Marela (Icarahy)           |
| 2º GR Flamengo                | 800 m     | Baleeiras a 6 remos  | Aracy (Botafogo)  | Illara (Natação e Regatas) |
| 3º CR Icarahy                 | 800 m     | Baleeiras a 2 remos  | Irerê (Flamengo)  | Mimosa (Icarahy)           |
| 4º Almirante Saldanha da Gama | 1600 m    |                      | Riacheulo         | Esmeralda                  |
| 5º Campeonato                 | 1600 m    | Baleeiras a 4 remos  | Alpha (Gragoatá)  | Marina (Icarahy)           |
| 6º Almirante Tamandaré        | 1600 m    |                      | Trojano           | Esmeralda                  |
| 7º CR Boqueirão do Passeio    | 1600 m    | Baleeiras a 6 remos  | Icléa (Gragoatá)  | Etincelle (Botafogo)       |
| 8º Club de Natação e Regatas  | 800 m     | Iole gigs a 2 remos  | Sinhá (Botafogo)  | Nini (Natação e Regatas)   |
| 9º GR Gragoatá                | 1600 m    | Escaleres a 10 remos | Meteoro (Icarahy) | Aymoré (Flamengo)          |

## Resultado
| Clube             | Vitórias | Segundos Lugares |
| ----------------- | -------- | ---------------- |
| Gragoatá          | 3        | 0                |
| Botafogo          | 2        | 1                |
| Icarahy           | 1        | 3                |
| Flamengo          | 1        | 1                |
| Natação e Regatas | 0        | 2                |